# 별미

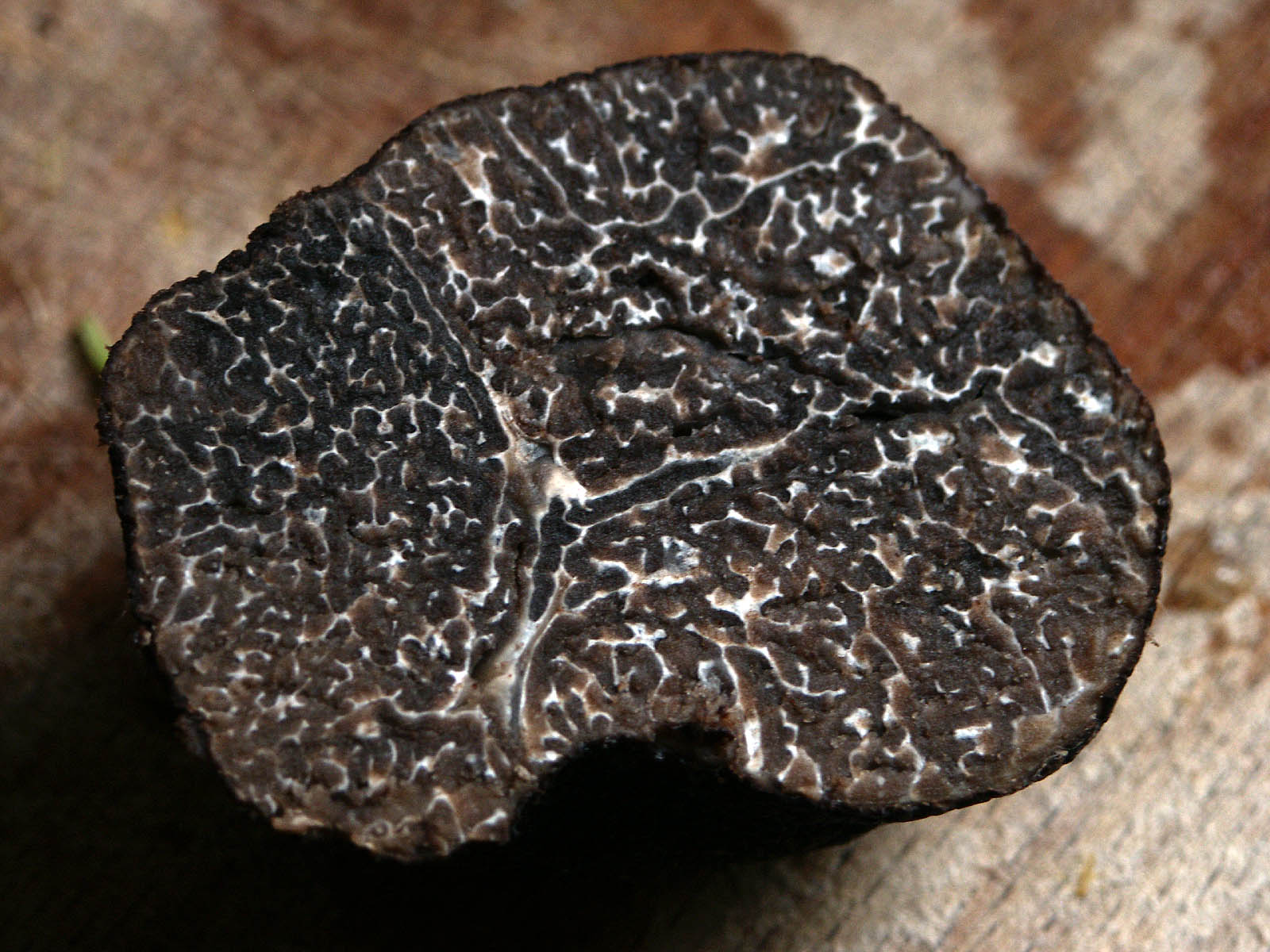

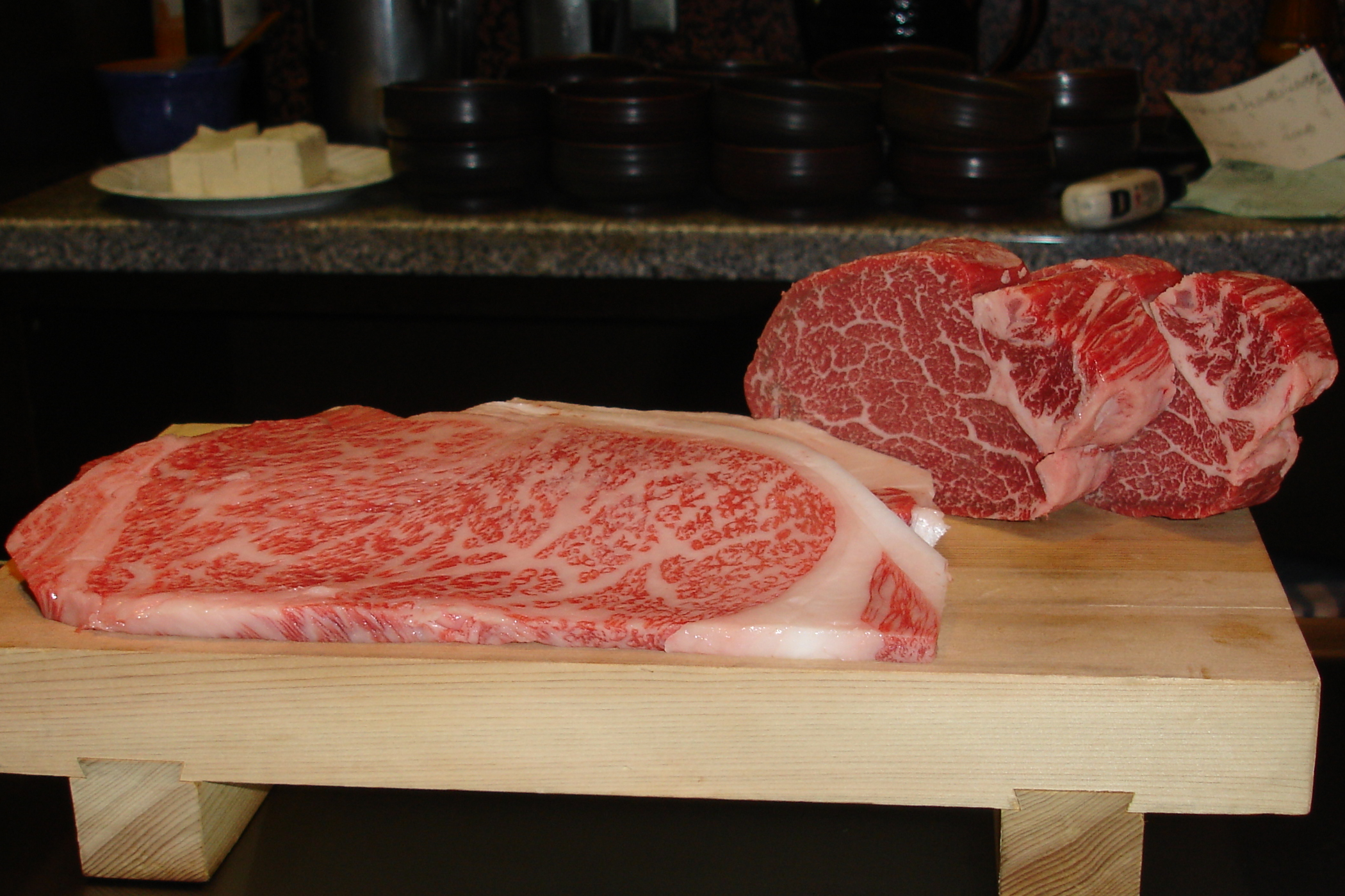

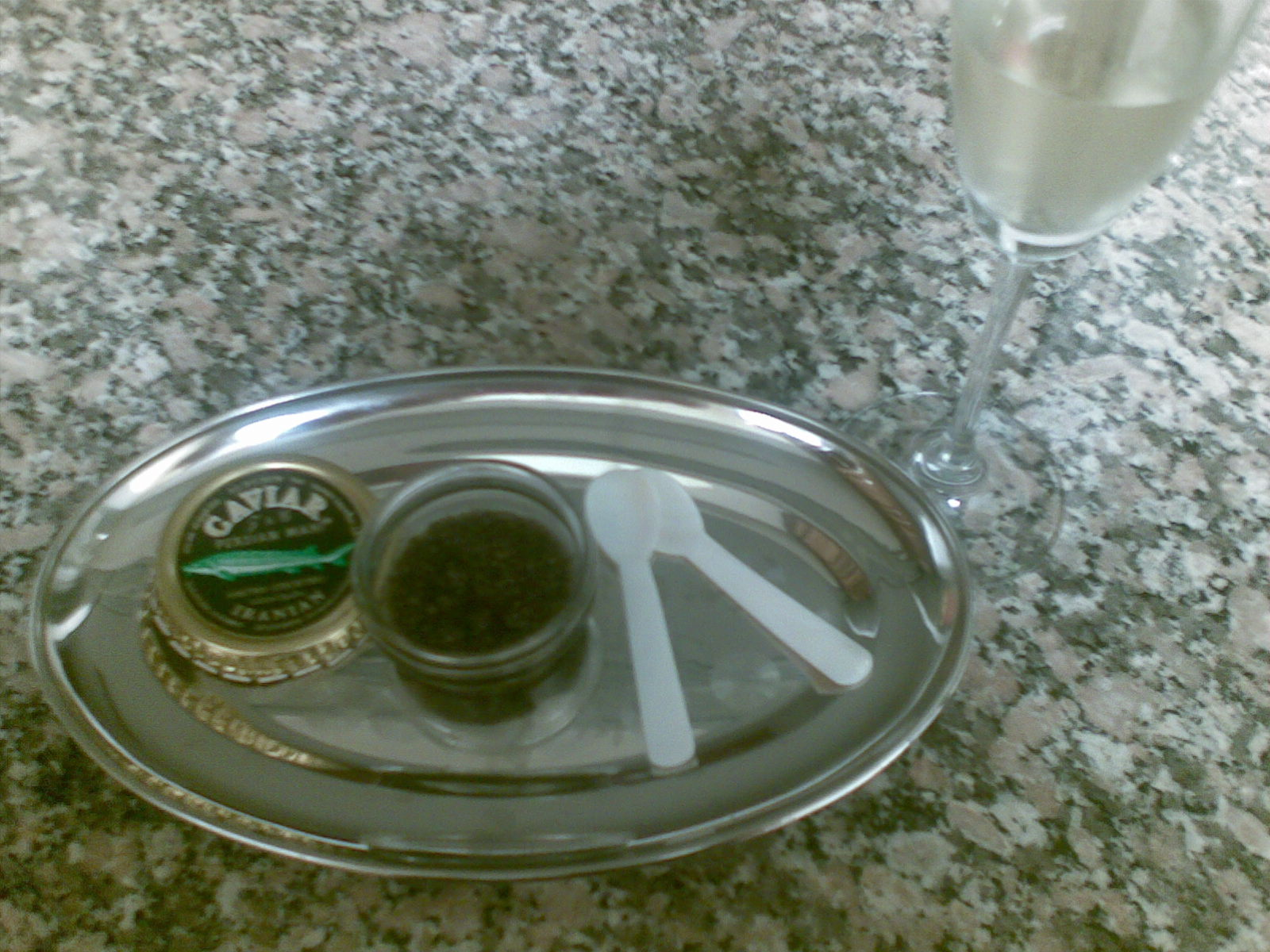

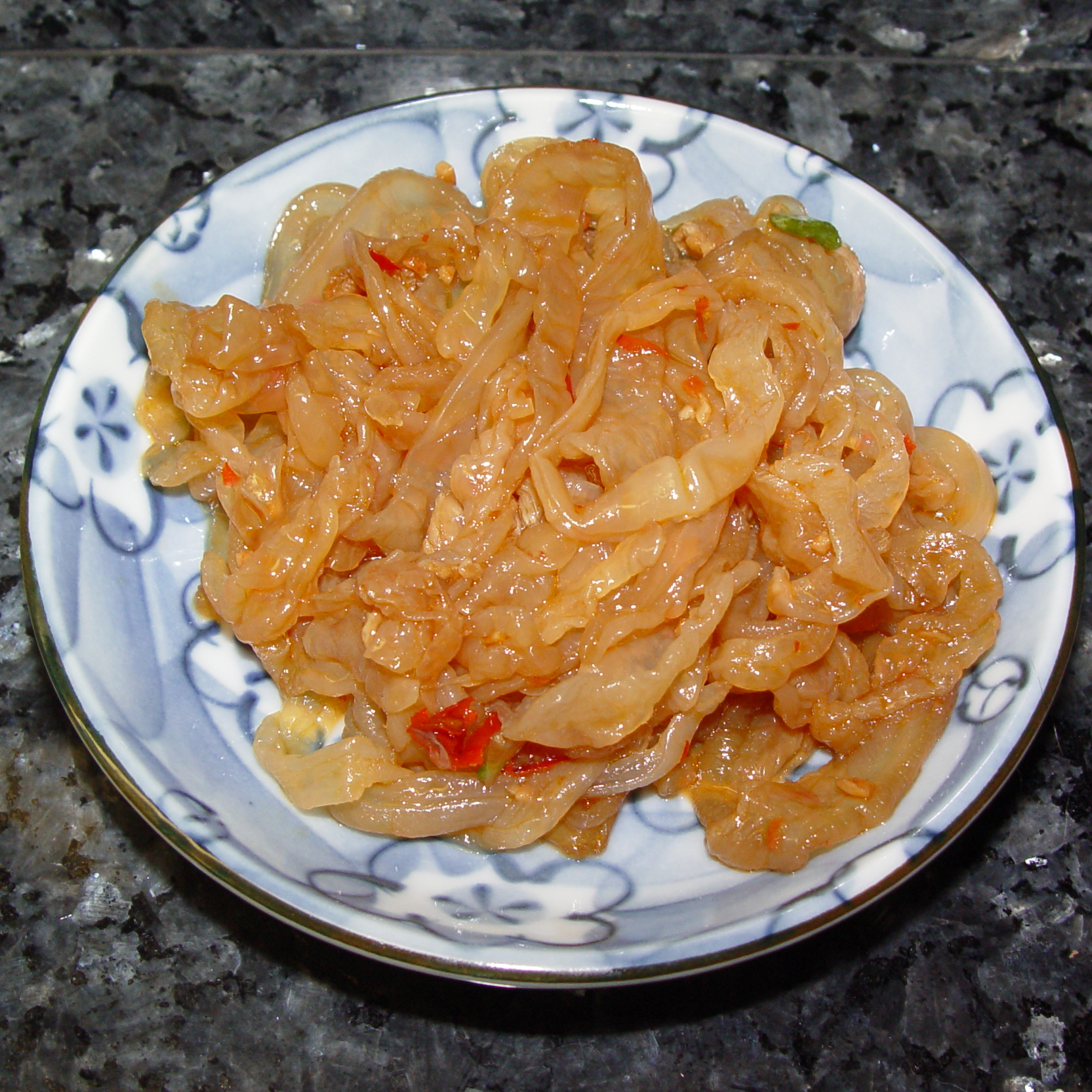

별미(別味; 영어: delicacy 델리커시[*])는 일반적으로 특정 문화권 내에서 매우 특이한 것으로 여겨지는 진귀한 음식이다. 지역 환경에 상관없이, 이 라벨은 일반적으로 한 지역 전체에 널이 퍼져있다. 종종 이것은 특이한 맛이나 특성 또는 표준 주식에 비해 희귀하거나 비싸기 때문이다. 
별미 음식은 나라, 관습 및 연령에 따라 다르다. 

## 같이 보기
- 후천기호식품